# 1230-ті
Високе Середньовіччя •  Золота доба ісламу •  Реконкіста  •  Київська Русь  •  Монгольська імперія

## Події

### Київська Русь
Роки до монгольської навали були знаменні піднесенням волинського, а потім галицького, князя Данила Романовича, пізніше відомого як Данило Галицький. Утвердившись на Волині, він вів боротьбу за Галич, спочатку з угорцями, яких очолював королевич Андрій Андрійович. 1232 року угорський принц повернув собі Галич, але загинув наступного року при облозі військами князя Данила. 1235 року князь Данило Романович потрапив у полон до половців, і Михайло Чернігівський посадив у Галичі свого сина Ростислава. Данило Романович повернув собі Галич тільки 1238 року, здолавши у битві Добжинський орден. 
Мінялися князі також у Києві. Після того як  1235 року Володимир Рюрикович потрапив у полон до половців разом із Данилом Галицьким, у Києві став княжити Ізяслав Мстиславич. Наступного року його потіснив Ярослав Всеволодович, але коли 1238 року загинув його старший брат Юрій, він став князем Володимиро-Суздальським, а київський стіл перейшов до Михайла Чернігівського. Коли він поїхав в Угорщину й Польщу шукати допомоги проти монголів, у Києві деякий час княжив Ростислав Мстиславич зі Смоленська. 1240 року його потіснив Данило Галицький. Він, правда, теж поїхав на Захід, залишивши оборону міста на свого тисяцького Дмитра. 
1238 року почалася монгольська навала на Русь. Спочатку монголи захопили Рязань, потім інші міста Володимиро-Суздальського князівства. Наступного року вони розорили Переяславське та Чернігівське князівства, а в грудні 1240 року взяли Київ. Того ж року вони розорили Галицько-Волинське князівство  й увійшли в Польщу. Крім Київської Русі монголам скорилася також Волзька Булгарія. Залишки переможених половців на чолі з ханом Котяном утекли в Угорщину, де їх прийняв угорський король Бела IV, виділивши їм землі для поселення.
Новгород залишився осторонь від монгольської навали. 1240 року новгородці на чолі з Олександром Ярославичем, пізніше відомим як Невський, завдали поразки шведам у Невській битві.

### Європа
Центральними постатями в європейській політиці десятиліття були папа римський Григорій IX та імператор Священної Римської імперії Фрідріх II. З цих часів в імперії почалося протиборство двох партій гвельфів та гібелінів, гвельфи підтримували пап, а гібеліни — імператорів.
Григорій IX був борцем із єретиками й язичниками. Після перемоги над альбігойцями й катарами папа постановив запровадити в усіх католицьких країнах суди інквізиції, започатковані 1229 року. Своїми буллами Григорій IX надавав статус хрестових походів наступ на маврів на Піренейському півострові, на прусів, литовців та на фінів, активно підтримував Тевтонський орден.
Фрідріх II намагався підпорядкувати собі міста Ломбардської ліги, а потім почав зазіхати на Папську область, намагаючись зробити Рим своєю столицею. Григорій IX 1239 року вдруге наклав на нього анафему й оголосив його Антихристом. 1232 року Фрідріх II надав світським князям у Німеччині ті ж права, що й церковним. У майбутньому це призвело до дроблення Німеччини. Роком раніше він затвердив Мельфійську конституцію, що встановлювала абсолютну монархію в Сицилійському королівстві.
У Франції спочатку Бланка Кастильська подолала опір магнатів своєму регенству, а згодом молодий король Людовик IX досяг повноліття й почав правити самостійно.
Реконкіста вступила в завершальну стадію. Арагонський король Хайме I у першій половині десятиліття відбив у маврів Балеарські острови, а 1238 року захопив Валенсію. Кастильський король Фердинанд III 1236 року взяв Кордобу.
1236 року литва та земгали завдали поразки Ордену мечоносців під Шауляєм. З цієї перемоги починається історія Великого Литовського князівства, першим князем якого був Міндовг. Після цієї поразки Орден мечоносців увійшов за велінням папи римського Григорія IX до Тевтонського ордену як його підрозділ Лівонський орден.
1240 року король Норвегії Гокон IV завдав вирішальної поразки ярлу Скуле Бардсону, на чому остаточно завершилася тривала громадянська війна у Норвегії.
Королем Угорщини з 1235 року став Бела IV, змінивши свого батька Андраша II.
У роздробленій Польщі йшла боротьба за Краків, де княжили Конрад Мазовецький, Генріх Бородатий та Генріх Побожний. Мазовецький князь Конрад об'єднав зусилля з Тевтонським орденом для боротьби з прусами.

### Азія
1234 року припинила існування підкорена монголами держава чжурчженів Цзінь, землі якої лежали на північ від Хуанхе. Південна китайська держава династії Сун допомогла моноголам у  цьому завоюванні. Під приводом незадовільної компенсації за допомогу Сун захопила Кайфен та Лоян. У відповідь монгольський хан Угедей розпочав війну проти Сун, але його завоювання були незначними.
Монголи змусили платити данину Корею й здійснили похід у Тибет, спалюючи монастирі. На Кавказі монгольський полководець Чормаган завдав поразки останньому хорезмшаху Джалал ад-Діну, а потім захопив Грузію та Вірменію. З 1237 року почався Західний похід монголів, жертвами якого стали Волзька Булгарія, половці та Київська Русь.
За правління Ілтутмиша Делійський султанат значно розширив свої володіння в північній Індії, однак після його смерті в султанаті внутрішня почалася боротьба за владу.